# 江伟文
江伟文（1924年8月—2022年6月2日），江苏江阴人，中国人民解放军北京卫戍区正军职离休干部、原通信工程学院院长。

## 生平
江伟文1941年3月入伍，1941年11月加入中国共产党。历任学员、报务员、参谋、科长、副处长、处长、通信工程学院副院长兼训练部长等职。
2022年6月8日，江伟文因病于北京逝世，享年98岁。讣告刊登在7月14日的《解放军报》。